# Войников, Добри
Добри Войников (1833—1878) — болгарский драматург, публицист, журналист, музыкальный и театральный критик, общественный деятель. Один из основателей болгарского театра, первый болгарский режиссёр и продюсер. Деятель болгарского национального возрождения. Один из основателей Болгарской АН.

## Биография

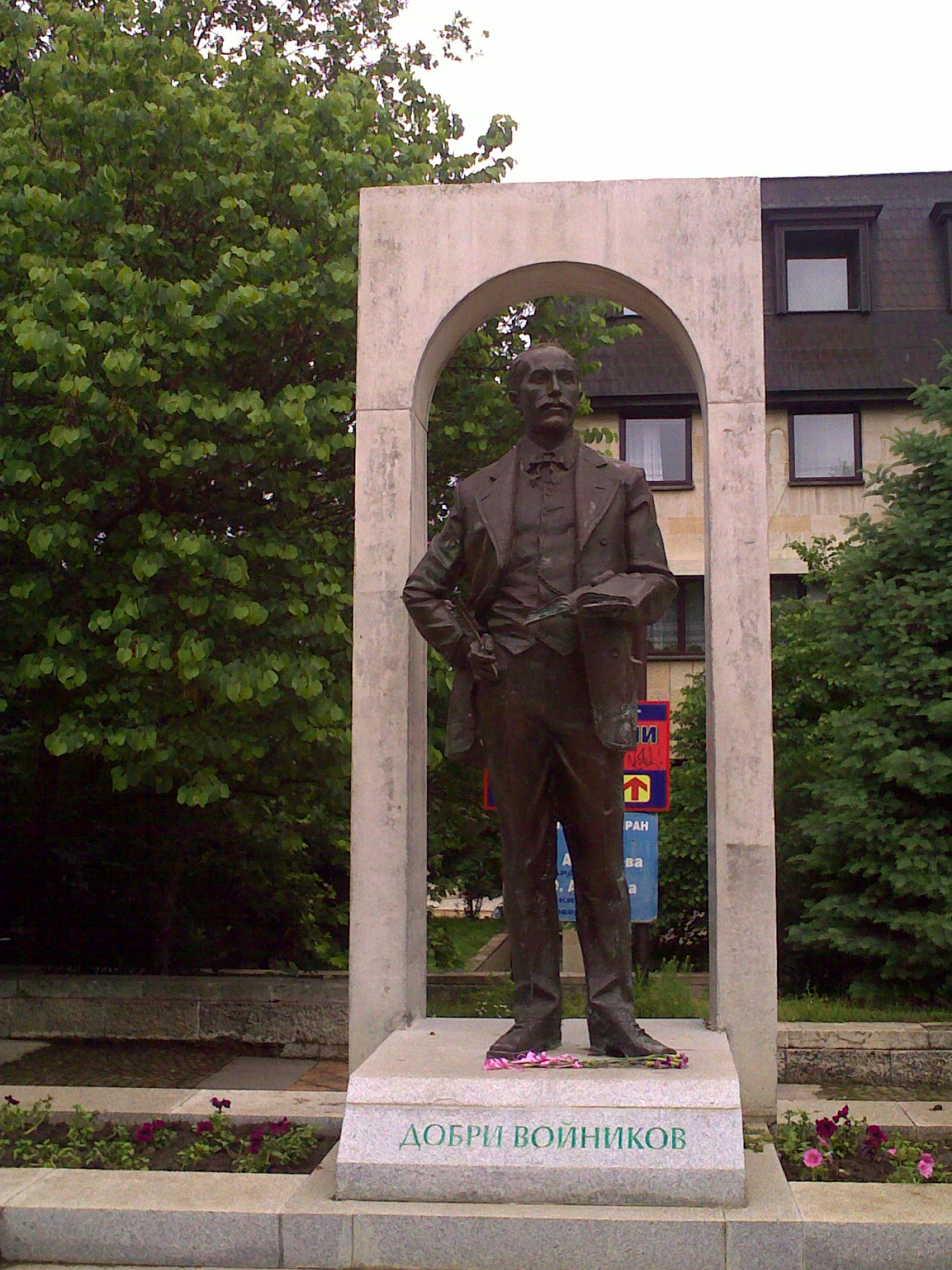
Памятник Добри Войникову в Шумене

Окончил сперва Галатасарайский лицей, затем Французский колледж «Сен-Бенуа» в Константинополе (1856—1858). На протяжении всей своей жизни работал учителем — сначала в Шумене (1858—1864), где начал свою общественно-политическую деятельность в качестве организатора, так называемого, движения «Молодых» в борьбе за болгарскую церковную независимость. В Шумене он был активным общественным деятелем и принимал деятельное участие в борьбе за установлении светского болгарского образования.
Вынужденный эмигрировать в Объединённое княжество Валахии и Молдавии, в 1864—1870 годах преподавал в Брэила, в 1873—1874 года в Джурджу.
В 1860 году Д. Войников опубликовал сборник «Сборник от разни съчинения», антологию французской литературы, вызвавшую полемику в печати между франкофилами и русофилами. Позднее он опубликовал «Краткую болгарскую историю» («Кратка българска история», 1861) и «Руководство по словесности» («Ръководство за словесност», 1874), которое было названо одним из лучших примеров болгарской литературной теории 1870-х годов.
В 1866 году он некоторое время был членом нелегального центрального болгарского комитета. Писал брошюры на французском языке, раскрывая зверства, совершенные османскими властями на болгарских землях, и популяризируя цели болгарского революционного движения.
Зимой 1865 года Д. Войников организовал болгарскую любительскую театральную группу в Брэила, которая существовала до 1870 года. Впервые в истории болгарского театра он привлёк к выступлению на сцене женщин-актрис.
В 1869 году он стал одним из основателей Болгарского литературного общества (ныне Болгарская академия наук). С 1870 по 1876 год продолжал свою театральную деятельность в Бухаресте, Джурджу и Шумене, куда вернулся в 1874 году после получения российского гражданства.
Во время Русско-турецкой освободительной войны 1877—1878 гг. был управляющим детским домом в Велико-Тырново, где и умер от тифа.
Посмертно избран академиком Болгарской АН.

## Творчество
Автор многих театральных пьес, самой известной среди которых является «Ложно понятая цивилизация» (болг. Криворазбраната цивилизация) 1871 года, которая считалась лучшей болгарской сатирической комедией до начала XX-го века. Пьесы драматурга являлись главным репертуаром болгарского театра периода национального возрождения. Его пьесы заложили некоторые тенденции, которые продолжали следующие поколения драматургов, такие как Васил Друмев и Иван Вазов.

## Избранные произведения
- Кратка българска история. Вена, 1861
- Кратка българска граматика с упражнения. Брэила, 1864 (недоступная ссылка)
- Българска граматика за първоначални ученици. Вена, 1869 (недоступная ссылка)
- Песни любавни, хороводни, сватбенски и смешни  (Браила, 1868)
- Сборник от разни съчинения. Изчерпени из французката литература и преведени с прибавления на няколко български съчинения за пример на младити, что ся занимават с писменост  (Стамбул-Галата, 1860)
- Ръководство за словесност с примери за упражнение в разни видове съчинения на ученици в народните ни мъжки и женски училища. Вена, 1874 (недоступная ссылка)

### Исторические пьесы
- Райна княгиня (1866)
- Покръщение на Преславски двор (1868)
- Велислава, българска княгиня (1870)
- Възцаряването на Крума Страшний (1871)

### Комедии
- Криворазбраната цивилизация (1871)
- Чорбаджията (1881)
- По неволя доктор (1862)

### Бытовая драма
- Диманка или вярна пръвнинска любов (рукопись — 1876)